# Setophaga discolor
Setophaga discolor là một loài chim trong họ Parulidae.